# Вільковиці (Західнопоморське воєводство)
Вільковиці (пол. Wilkowice) — село в Польщі, у гміні Постоміно Славенського повіту Західнопоморського воєводства.
Населення — 175 осіб (2011).
У 1975-1998 роках село належало до Слупського воєводства.

## Демографія
Демографічна структура станом на 31 березня 2011 року:
|          | Загалом | Допрацездатний вік | Працездатний вік | Постпрацездатний вік |
| -------- | ------- | ------------------ | ---------------- | -------------------- |
| Чоловіки | 87      | 18                 | 61               | 8                    |
| Жінки    | 88      | 23                 | 47               | 18                   |
| Разом    | 175     | 41                 | 108              | 26                   |